# بندلغزی

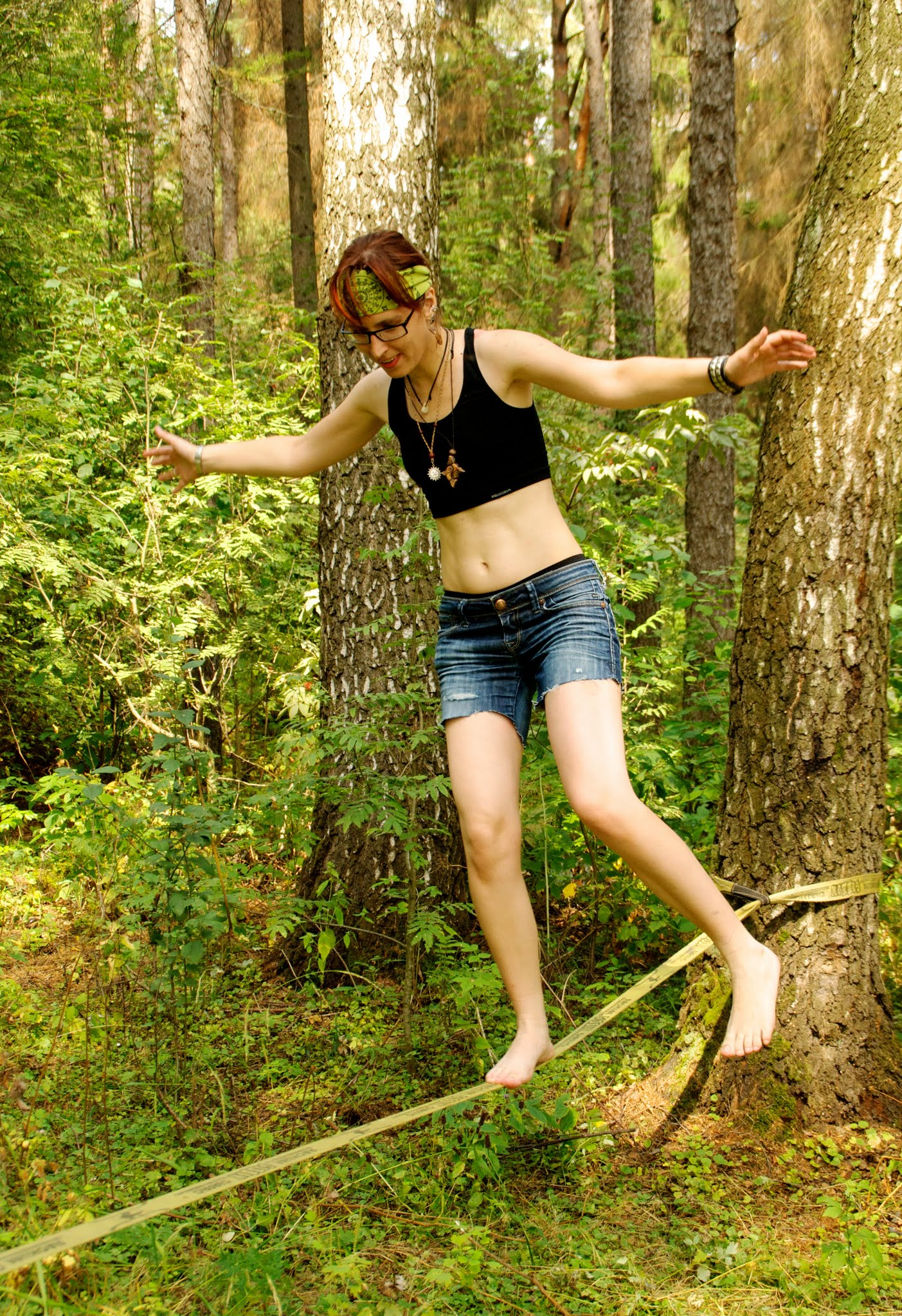
یک بندباز زن

بندلغزی یا اِسلَکلاینینگ (به انگلیسی: Slacklining) فعالیت یا ورزش انجام حرکات تعادلی می‌باشد که بر روی تکه‌ای از تسمه صورت می‌گیرد و بین دو نقطه کشیده شده باشد اما زیاد سفت بسته نشده باشد بسیاری از مردم در نگاه اول و با اولین برخورد این ورزش را با بند بازی اشتباه می‌گیرند، در حالی که این دو کاملاً متفاوت هستند. در بند بازی، طناب یا سیم آهنی ضخیمی که بند باز بر روی آن راه می‌رود کاملاً سفت و تقریباً بدون تنش و حرکت می‌باشد و بند باز از چوب بلندی برای حفظ تعادل استفاده می‌کند. اما در بندلغزی تسمه کشیده شده بین دو نقطه نسبتاً شُل و پر از حرکت و تنش می‌باشد و بندلغز بدون استفاده از چوب و به کمک حرکات دست و بدن تعادل خود را حفظ می‌کند.

## سبکهای مختلف بندلغزی

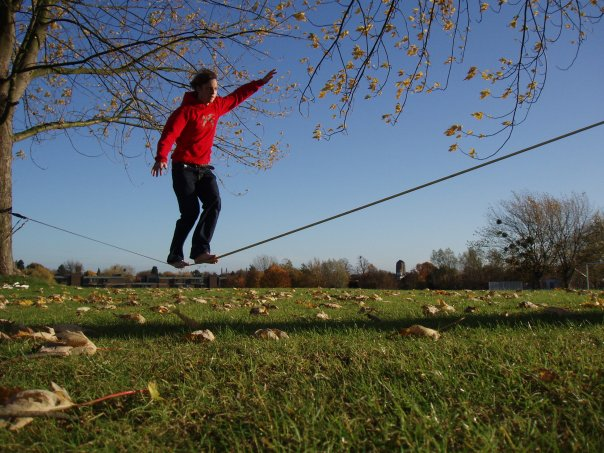

بندلغزی دارای سبکهای مختلفی است:

### هایلاین
(به انگلیسی: Highline) پیشرفته‌ترین، فنی‌ترین و چالش بر انگیزترین شکل بندلغزی حفظ تعادل در ارتفاع بیش از ۱۰ متر است. بندلغزی بین صخره‌ها و دره‌ها هایلاین نام دارد. راه رفتن بر روی هایلاین بسیار متفاوت است با راه رفتن در ارتفاع کم در پارک زیرا علاوه بر سختی‌های راه رفتن بر روی تسمه باید با ارتفاع آن هم از لحاظ روانی کنار بیایید درهای لاین از تسمه به پهنای یک اینچ استفاده می‌شود.

### لانگلاین
(به انگلیسی: Longline)به تسمه‌ای که بین دو نقطه یا دو درخت در سطح زمین و با طول بیش از ۴۰–۵۰ متر بسته شده باشد لانگ لاین گفته می‌شود، در لانگ لاین به دلیل طول بیشتر تسمه، تنش و حرکات نوسانی بیشتر می‌باشد. لانگ لاین به نسبت بندلغزی معمولی در ارتفاع بالاتری نصب می‌شود که بسته به طول لاین متغیر می‌باشد (۱٫۵ متر تا ۳–۴ متر).

### تریک لاین
تریک لاین(به انگلیسی: Trickline) بخشی از ورزش بندلغزی می‌باشد که بر روی تسمه به پهنای ۲ اینچ (۵ سانتی‌متر) انجام می‌شود و در آن تسمه به شدت کشیده می‌شود تا بتواند ورزشکار را به هوا پرتاب کند –همانند ترامپو لاین- در تریک لاین معمولاً حرکات نمایشی و جهشی انجام می‌گیرد و می‌توان گفت بخش رقابتی بندلغزی که مسابقات جهانی نیز دارد تریک لاین می‌باشد.

### بندلغزی شهری
(به انگلیسی: Urbanline) انجام بندلغزی در شهر و بستن آن بین دو ساختمان بلند، دو برج، پل و هر چیزی که ماهیت شهری داشته باشد را اُربِن لاین می‌گویند.

## تاریخچه بندلغزی
بندلغزی به شکل مدرن و امروزی آن به دهه‌های ۷۰ و ۸۰ میلادی در دره یوسمیت آمریکا بر می‌گردد، جایی که سنگنوردان، کوهنوردان و ماجراجویان برای گذراندن وقت خود و استراحت در کمپ بر روی زنجیرها، طناب‌ها و حتی نرده‌ها راه می‌رفتند، این فعالیت در مرحله اول جنبه سرگرمی داشت اما عده‌ای به آن به صورت جدی پرداختند و برای آنها فعالیت و اشتیاق جدیدی شکل گرفت. آدام گروزوفسکی و جف الینگتن در اوایل دهه ۸۰ اولین کسانی بودند که این فعالیت رو به شکل امروزی آن یعنی بر روی تکه‌ای تسمه انجام دادند و آنجا بود که بندلغزی امروزی شکل گرفت. اسکات بالکوم و درین کارتر اولین هایلاین دنیا رو در زیر پل پاسادنا در ایالت کالیفرنیا آمریکا انجام دادند.